# Arme Violetta
 (novembre 2021).
Si vous disposez d'ouvrages ou d'articles de référence ou si vous connaissez des sites web de qualité traitant du thème abordé ici, merci de compléter l'article en donnant les références utiles à sa vérifiabilité et en les liant à la section « Notes et références ».
Pour plus de détails, voir Fiche technique et Distribution.
Arme Violetta (en français, Pauvre Violetta) est un film allemand réalisé par Paul Ludwig Stein sorti en 1920.
Il s'agit de l'adaptation libre et contemporaine du roman La Dame aux camélias d'Alexandre Dumas fils.

## Synopsis
Violetta vient d'une famille brisée. Son père est un buveur et la frappe, après quoi la fille s'échappe de la maison de ses parents. Désormais elle travaille comme bouquetière et mange plus mal que bien. À la suite d'un accident de voiture, elle rencontre les soi-disant « cercles meilleurs ». Après être devenue l'amante d'un vaurien qui s'ennuie, elle rencontre l'écrivain Alfred Germont qui l'accueille dans sa maison.
Par considération pour Clare, la sœur malade d'Alfred, et le père des deux, qui n'a aucune estime pour Violetta, elle quitte le talentueux auteur sous un prétexte fragile. La pauvre Violetta tombe encore sur un bon vivant féodal qui se consacre exclusivement aux joies de la vie, mais qui n'est pas bon pour elle. Violetta n'a pas oublié Alfred, son grand amour. Enfin, quelques mois plus tard, elle est tombée gravement malade des poumons. Sur le lit de mort, Alfred se réconcilie avec elle puis Violetta expire son dernier souffle.

## Fiche technique
- Titre original : Arme Violetta
- Réalisation : Paul Ludwig Stein
- Scénario : Hanns Kräly
- Photographie : Fritz Arno Wagner
- Production : Paul Davidson (de)
- Société de production : PAGU (de)
- Société de distribution : UFA
- Pays d'origine :  Allemagne
- Langue : allemand
- Format : Noir et blanc - 1,33:1 - 35 mm
- Genre : Drame
- Durée : 100 minutes
- Dates de sortie :
  -  République de Weimar : 25 décembre 1920.
  -  Danemark : 16 mai 1921.
  -  Finlande : 19 septembre 1921.
  -  États-Unis : 2 avril 1922.

## Distribution
- Pola Negri : Violetta Duclos
- Michael Varkonyi : Alfred Germont
- Marga von Kierska : Flora
- Paul Otto : le comte de Geray
- Paul Biensfeldt : le père d'Alfred
- Guido Herzfeld : le père de Violetta
- Greta Schröder : Cläre, la sœur d'Alfred
- Alexander von Antalffy : Gaston
- Karl Platen
- Ernst Bringolf

## Production
Arme Violetta est réalisée dans le studio Union-Ufa (Tempelhof Studios) à Berlin-Tempelhof. Le film est présenté à la censure le 21 décembre 1920, est interdit aux jeunes et projeté à l'U.T. Kurfürstendamm la veille de Noël de la même année.

## Source de traduction
- (de) Cet article est partiellement ou en totalité issu de l’article de Wikipédia en allemand intitulé « Arme Violetta » (voir la liste des auteurs).